# Rubens Minelli
Rubens Minelli (Sao Paulo, Brasil, 19 de octubre de 1928-Sao Paulo, 23 de noviembre de 2023) fue un futbolista y entrenador de fútbol brasileño que jugó en la posición de extremo.
Se consagró tres veces campeón brasileño de forma consecutiva como entrenador de fútbol, en 1975 y 1976, con el Internacional, y en 1977, con el São Paulo. Anteriormente, ya había ganado el Campeonato Brasileño de 1969 con el Palmeiras.

## Carrera

### Jugador
| Periodo   | Club         |
| --------- | ------------ |
| 1945-1946 | CA Ypiranga  |
| 1947-1949 | Nacional AC  |
| 1950      | São Paulo FC |
| 1951-1954 | EC Taubaté   |
| 1955-1956 | EC São Bento |

### Entrenador
| Periodo   | Club                   |
| --------- | ---------------------- |
| 1963–1965 | América (SP)           |
| 1966      | Botafogo (SP)          |
| 1966      | América (SP)           |
| 1967      | Sport Recife           |
| 1968      | Francana               |
| 1969      | Guarani FC             |
| 1969–1971 | SE Palmeiras           |
| 1971–1973 | Portuguesa             |
| 1973      | Rio Preto EC           |
| 1974–1976 | Internacional          |
| 1977–1979 | São Paulo FC           |
| 1979–1980 | Al-Hilal FC            |
| 1980      | Arabia Saudita         |
| 1982–1983 | SE Palmeiras           |
| 1984      | Atlético Mineiro       |
| 1985      | Grêmio de Porto Alegre |
| 1986      | SC Corinthians         |
| 1987–1988 | SE Palmeiras           |
| 1988–1989 | Grêmio de Porto Alegre |
| 1990      | Paraná Clube           |
| 1991      | Rio Branco (SP)        |
| 1992      | Santos FC              |
| 1995      | XV de Piracicaba       |
| 1994      | Ferroviária            |
| 1994–1997 | Paraná Clube           |
| 1997–1998 | Coritiba FBC           |

## Muerte
Minelli murió de una infección en su natal Sao Paulo el 23 de noviembre de 2023 a los 94 años.

## Logros
- Serié A: 1969, 1975, 1976, 1977
- Crown Prince Cup: 1979–80
- Campeonato Pernambucano: 1966
- Campeonato Gaúcho: 1974, 1975, 1976, 1985
- Campeonato Paranaense: 1993, 1994, 1997
- Campeonato Paulista Série A2: 1963, 1977